# Berglicht
Berglicht là một xã ở huyện Bernkastel-Wittlich, trong bang Rheinland-Pfalz, Xã Berglicht có diện tích 7,55 km², dân số thời điểm ngày 31 tháng 12 năm 2006 là 511 người.